# Ousmane Sanou
Ousmane Sanou (ur. 11 marca 1978 w Bobo-Dioulasso) – burkiński piłkarz grający na pozycji napastnika.

## Kariera klubowa
Karierę piłkarską Sanou rozpoczął w klubie Racing Bobo Dioulasso. Zadebiutował w nim w sezonie 1995/1996 w burkińskiej lidze. W debiutanckim sezonie wywalczył z nim mistrzostwo Burkina Faso. Mistrzem kraju został także w sezonie 1996/1997 (zdobył w nim też Puchar Liderów Burkina Faso).
W 1997 roku Sanou przeszedł do holenderskiego Willem II Tilburg. W Eredivisie zadebiutował 28 sierpnia 1996 roku w przegranym 1:3 domowym meczu z RKC Waalwijk. W sezonie 1998/1999 wywalczył z Willem II wicemistrzostwo Holandii.
Na początku 2002 roku Sanou odszedł z Willem II do Sparty Rotterdam. W Sparcie swój debiut zanotował 25 stycznia 2002 w domowym spotkaniu z SC Heerenveen (1:4). W Sparcie grał do końca sezonu 2002/2003.
Latem 2003 Sanou został zawodnikiem drugoligowego FC Eindhoven. W sezonie 2004/2005 grał w trzecioligowym Kozakken Boys. Z kolei Od 2005 do 2008 roku grał w Belgii, w klubach KV Turnhout i Berchem Sport. W sezonie 2008/2009 był piłkarzem Top Oss, w którym zakończył karierę.
| Sezon   | Klub                  | Kraj         | Rozgrywki      | Mecze | Bramki |
| ------- | --------------------- | ------------ | -------------- | ----- | ------ |
| 1995/96 | Racing Bobo Dioulasso | Burkina Faso | Superdivision  | ?     | ?      |
| 1996/97 | Racing Bobo Dioulasso | Burkina Faso | Superdivision  | ?     | ?      |
| 1996/97 | Willem II Tilburg     | Holandia     | Eredivisie     | 17    | 1      |
| 1997/98 | Willem II Tilburg     | Holandia     | Eredivisie     | 25    | 1      |
| 1998/99 | Willem II Tilburg     | Holandia     | Eredivisie     | 10    | 1      |
| 1999/00 | Willem II Tilburg     | Holandia     | Eredivisie     | 21    | 6      |
| 2000/01 | Willem II Tilburg     | Holandia     | Eredivisie     | 22    | 0      |
| 2001/02 | Willem II Tilburg     | Holandia     | Eredivisie     | 10    | 0      |
| 2001/02 | Sparta Rotterdam      | Holandia     | Eredivisie     | 16    | 2      |
| 2002/03 | Sparta Rotterdam      | Holandia     | Eredivisie     | 17    | 1      |
| 2003/04 | FC Eindhoven          | Holandia     | Eerste divisie | 26    | 7      |
| 2004/05 | Kozakken Boys         | Holandia     | Hoofdklasse    | ?     | ?      |
| 2005/06 | KV Turnhout           | Belgia       | Derde klasse   | 10    | 1      |
| 2006/07 | Berchem Sport         | Belgia       | IV. liga       | 26    | 14     |
| 2007/08 | Berchem Sport         | Belgia       | IV. liga       | 25    | 7      |
| 2008/09 | TOP Oss               | Holandia     | Eerste divisie | 12    | 2      |

## Kariera reprezentacyjna
W reprezentacji Burkiny Faso Sanou zadebiutował w 1995 roku. W 1996 roku zagrał w Pucharze Narodów Afryki 1996, a jego dorobek na tym turnieju to 1 mecz, z Algierią (1:2).
W 1998 roku Sanou zajął z Burkina Faso 4. miejsce w Pucharze Narodów Afryki 1998. Na tym turnieju zagrał trzykrotnie: z Gwineą (1:0), ćwerćfinale z Tunezją (1:1, k. 8:7) i o 3. miejsce z Demokratyczną Republiką Konga (4:4, k: 1:4).
W 2000 roku Sanou wystąpił w 3 meczach Pucharu Narodów Afryki 2000: z Senegalem (1:3), z Zambią (1:1) i z Egiptem (2:4). W meczach z Senegalem i Egiptem zdobył po golu.